# Peter Muschter
Peter Muschter (* 27. November 1942 in Radeberg; † 28. August 1996 in Berlin) war ein deutscher Maler und Grafiker.

## Leben
Muschter war der Sohn des Malers Willy Muschter (1912–1969). Nach dem Abschluss der Grundschule besuchte er von 1959 bis 1962 die Arbeiter- und Bauernfakultät der Hochschule für Bildende Künste Dresden. Von 1962 bis 1964 machte er eine Ausbildung zum Dekorationsmaler und arbeitete in Radeberg im Mal- und Zeichenzirkel des VEB RAFENA-Werke unter Leitung von Rosso Majores mit. Von 1964 bis 1969 studierte er bei Günter Horlbeck, Jutta Damme und Paul Michaelis an der Hochschule für Bildende Künste Dresden. Danach arbeitete er freischaffend in Dresden und Radeberg und zwischenzeitlich von 1973 bis 1979 in Berlin. Er war bis 1990 Mitglied im Verband Bildender Künstler der DDR. Muschter wird der „expressiv-realistischen Linie“ des Neoexpressionismus zugerechnet.
Ab 1993 war Muschter Lehrbeauftragter und wissenschaftlicher Assistent an der Pädagogischen Hochschule Dresden und an der Technischen Universität Dresden.
Er war mit der Kunstwissenschaftlerin Gabriele Muschter verheiratet.

## Museen und öffentliche Sammlungen mit Werken Muschters (unvollständig)
- Dresden: Galerie Neue Meister[4]

- Dresden: Sächsischer Kunstfonds[4]
- Dresden: Städtische Galerie Dresden
- Neubrandenburg: Kunstsammlung Neubrandenburg

## Weitere Tafelbilder (Auswahl)
- Baustelle Jena (1973, Öl; Sächsischer Kunstfonds)[5]

- Kornfelder bei Langebrück (1974, Öl, 45 × 60 cm; Städtische Galerie Dresden, Inv. 1978/k 456)
- Familienbildnis (1975/1976, Öl, 93 × 109,5 cm; Städtische Galerie Dresden, Inv. 1977/7)
- Für Ute M. (Öl, 110 × 120,5 cm; Kunstsammlung Neubrandenburg, Inv. 89/13/G)

- Toreingang (1976, Öl, 39,5 × 59,5 cm; Kunstsammlung Neubrandenburg, Inv. 94/6/G)

- Neue Dresdner Landschaft (Öl, 1983; Sächsischer Kunstfonds)[6]
- Vorstadthäuser (Mischtechnik, 1985; auf der X. Kunstausstellung der DDR)[7]

## Ausstellungen (unvollständig)

### Einzelausstellungen
- 1978 Schwedt, Klub Bertolt Brecht
- 1981 Dresden, Galerie Nord (Malerei, Aquarelle, Grafik)
- 1981 Berlin, Galerie Sophienstraße 8 (Malerei)
- 1982 Dresden, Galerie Nord (Malerei, Aquarelle, Grafik)
- 1985 Potsdam, Staudenhofgalerie (Malerei und Grafik; mit Jürgen Melzer und Heinrich Tessmer)
- 2000 Radeberg, Schloss Klippenstein (mit Detlef Herrmann)
- 2003 Wustrow, Fischlandhaus
- 2010 Rochsburg, Schloss Rochsburg (mit Detlef Herrmann)
- 2019 Dresden, Galerie Kunst am Elbufer (mit Dieter Beirich und Evelyn Sonntag)

### Ausstellungsbeteiligungen
- 1974, 1979 und 1985: Dresden, Bezirkskunstausstellungen
- 1982/1983 und 1987/1988: Dresden, IX. und X. Kunstausstellung der DDR
- 1983: u. a. Berlin („Karl Marx. Künstlerbekenntnisse“)
- 1985: Dresden, Albertinum („Bekenntnis und Verpflichtung“)